# Mor ap Ceneu
Mor ap Ceneu (Marius in latino e Mario in inglese, nato attorno al 420), (c. 420 - c. 470), figlio di Ceneu, re della Britannia settentrionale, ereditò dal padre la parte centrale del regno, che si trovava attorno alla capitale Ebrauc. Fu l'ultimo sovrano del grande regno della Britannia settentrionale, detto anche Grande Ebrauc. Alla sua morte il reame fu diviso tra i figli Arthuis, che ebbe il Pennines, ed Einion, a cui andò l'Ebrauc; quest'ultimo fu padre di Rhun Ryfedd Fawr e nonno della principessa Perfawr, moglie di Rhun Hir del Gwynedd.